# Franco Giacobini
Franco Giacobini (Roma, 15 marzo 1926 – Roma, 27 dicembre 2015) è stato un attore e regista teatrale italiano.

## Biografia
Frequenta l'Accademia nazionale d'arte drammatica dove si diploma nel 1948. A partire dalla metà degli anni cinquanta e per tutti gli anni sessanta Giacobini interpreterà un buon numero di film, soprattutto come attore caratterista. Fu abile spalla di Totò in diverse commedie, come I due marescialli (1961) e Totò diabolicus (1962). Negli anni settanta si dedicherà soprattutto all'attività di regista teatrale dirigendo, tra le altre opere, Un caso fortunato di Sławomir Mrożek, nella stagione 1977-78. Si ritira dal cinema nel 2013.
Muore a Roma il 27 dicembre 2015 all'età di 89 anni. Ad annunciarlo in un necrologio sua moglie, l'attrice Angela Goodwin.

## Filmografia parziale

### Cinema

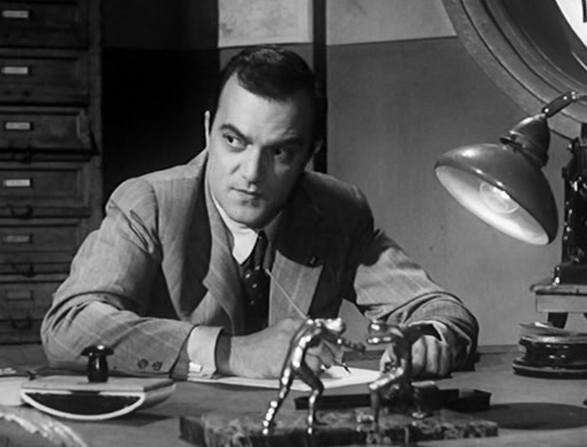
Franco Giacobini nel film Il mio amico Benito

- Papà diventa mamma, regia di Aldo Fabrizi (1952)
- Lo scocciatore (Via Padova 46), regia di Giorgio Bianchi (1953)
- Non scherzare con le donne, regia di Giuseppe Bennati (1955)
- Caporale di giornata, regia di Carlo Ludovico Bragaglia (1958)
- Adorabili e bugiarde, regia di Nunzio Malasomma (1958)
- Tempi duri per i vampiri, regia di Steno (1959)
- L'impiegato, regia di Gianni Puccini (1960)
- Via Margutta, regia di Mario Camerini (1960)
- A cavallo della tigre, regia di Luigi Comencini (1961)
- I due marescialli, regia di Sergio Corbucci (1961)
- Gli attendenti, regia di Giorgio Bianchi (1961)
- Ercole al centro della Terra, regia di Mario Bava (1961)
- Il mantenuto, regia di Ugo Tognazzi (1961)
- Il federale, regia di Luciano Salce (1961)
- Lo smemorato di Collegno, regia di Sergio Corbucci (1962)
- La voglia matta, regia di Luciano Salce (1962)
- Diciottenni al sole, regia di Camillo Mastrocinque (1962)
- Totò diabolicus, regia di Steno (1962)
- Sherlock Holmes - La valle del terrore (Sherlock Holmes und das Halsband des Todes), regia di Terence Fisher e Frank Winterstein (1962)
- Il mio amico Benito, regia di Giorgio Bianchi (1962)
- La bellezza di Ippolita, regia di Giancarlo Zagni (1962)
- Il giorno più corto, regia di Sergio Corbucci (1963)
- Totò sexy, regia di Mario Amendola (1963)
- Gli onorevoli, regia di Sergio Corbucci (1963)
- Uno strano tipo, regia di Lucio Fulci (1963)
- Senza sole né luna, regia di Luciano Ricci (1964)
- Io uccido, tu uccidi, regia di Gianni Puccini (1965)
- I due sergenti del generale Custer, regia di Giorgio Simonelli (1966)
- Soldati e capelloni, regia di Ettore Maria Fizzarotti (1967)
- I 2 vigili, regia di Giuseppe Orlandini (1967)
- Vendo cara la pelle, regia di Ettore Maria Fizzarotti (1967)
- Il mercenario, regia di Sergio Corbucci (1968)
- Donne... botte e bersaglieri, regia di Ruggero Deodato (1968)
- Chimera, regia di Ettore Maria Fizzarotti (1968)
- Quarta parete regia di Adriano Bolzoni (1968)
- Sissignore regia di Ugo Tognazzi (1968)
- L'alibi, regia di Adolfo Celi, Vittorio Gassman e Luciano Lucignani (1969)
- Mazzabubù... Quante corna stanno quaggiù?, regia di Mariano Laurenti (1971)
- Si può fare... amigo, regia di Maurizio Lucidi (1972)
- La banda J. & S. - Cronaca criminale del Far West, regia di Sergio Corbucci (1972)
- Il gatto mammone, regia di Nando Cicero (1975)
- I soliti ignoti colpiscono ancora - E una banca rapinammo per fatal combinazion (Ab morgen sind wir reich und ehrlich), regia di Franz Antel (1976)
- Tre tigri contro tre tigri, regia di Sergio Corbucci e Steno (1977)
- Pane, burro e marmellata, regia di Giorgio Capitani (1977)
- Mi faccio la barca, regia di Sergio Corbucci (1980)
- Sing Sing, regia di Sergio Corbucci (1983)
- Scrivilo sui muri, regia di Giancarlo Scarchilli (2007)
- Il volto di un'altra, regia di Pappi Corsicato (2012)
- 100 metri dal paradiso, regia di Raffaele Verzillo (2012)
- Carlo e Clara, regia di Giulio Mastromauro - cortometraggio (2013)

### Televisione
- I grandi camaleonti, regia di Edmo Fenoglio (1964)
- Don Giovanni in Sicilia, regia di Guglielmo Morandi – miniserie TV (1977)
- Camilla, parlami d'amore, regia di Carlo Nistri – serie TV (1992)

### Cortometraggi
- Carlo e Clara, regia di Giulio Mastromauro, con Angela Goodwin e Virginia Gherardini (2013)

## Teatro
- Adelchi di Alessandro Manzoni, regia di Vittorio Gassman. Prima al Teatro Circo di Villa Borghese a Roma il 3 marzo 1960.

## Prosa radiofonica Rai
- Non abbiamo più ricordi, di Jean Blondel, regia di Umberto Benedetto, trasmessa il 5 maggio 1953

## Prosa televisiva Rai
- Il Cadetto Wilnslow di Terence Rattigan, regia Franco Enriquez, trasmessa il 6 giugno 1954.
- Un uomo sull'acqua di Federico Bassano, regia Mario Ferrero, trasmessa il 7 gennaio 1955.
- Gli alberi muoiono in piedi, commedia di Alessandro Casona, regia di Claudio Fino, trasmessa il 30 settembre 1955.
- Le care mogli, regia di Guido Stagnaro, trasmessa il 18 giugno 1976.

## Doppiatori italiani
- Oreste Lionello in Il mercenario, Si può fare... amigo
- Pino Locchi in Tempi duri per i vampiri
- Renato Turi in I due sergenti del generale Custer
- Silvio Spaccesi in I due vigili